# Saint Seiya: The Lost Canvas – Meiō Shinwa
Saint Seiya: The Lost Canvas – Meiō Shinwa (jap. 聖闘士星矢 THE LOST CANVAS 冥王神話, Seinto Seiya Za Rosuto Kyanbasu - Meiō Shinwa) ist ein Manga von Shiori Teshirogi. Es ist ein Ableger der Manga-Serie Saint Seiya von Masami Kurumada. Ab 2009 wurde die Serie auch in 26 Episoden als Anime veröffentlicht.

## Handlung
Lost Canvas erzählt die Geschichte des heiligen Krieges gegen Hades, welcher 250 Jahre vor der Originalserie ausgefochten wurde und der dort mehrmals angesprochen wird. Die Protagonisten sind die drei Kindheitsfreunde Tenma, Sasha und Alone, die im selben Dorf in Italien aufwachsen. Eines Tages wird Sasha jedoch von Sisyphus, dem Sagittarius Saint, zum Sanctuary von Athena gebracht, da sie die Reinkarnation Athenas ist. Kurz darauf stellt Dohko, der Libra Saint, bei Tenma einen außergewöhnlich starken Kosmos fest, worauf auch er, als Dohkos Schüler zum Sanctuary gebracht wird. Alone, der Bruder von Sasha, verbleibt indes in dem Dorf und widmet sich leidenschaftlich der Malerei. Jedoch bleibt auch er nicht unbehelligt, denn einige Jahre später erkennt Hypnos in ihm die Reinkarnation von Hades und er wird durch Pandora zu ihm gebracht, worauf er von seiner Bestimmung überzeugt und so Hades in ihm erweckt wird. Damit beginnt der heilige Krieg und die Specters werden gegen Athena ausgesandt.
Alone beginnt das Bild "Lost Canvas" in den Himmel zu malen, ein Bild, welches die Welt zeigt und bei dessen Ende die Welt sterben wird. Da Alone jedoch noch nicht vollständig von Hades kontrolliert wird, übernehmen Hypnos, sein Bruder Thanatos und Pandora die Führung der Specters. Tenma, der mittlerweile zum Pagasus Saint ausgebildet wurde, stellt sich, zusammen mit seinen Freunden Yato und Yuzurihai sowie den Gold Saints dem Angriff der Specters entgegen.

## Veröffentlichung
Der Manga von Shiori Teshirogi erschien in den Ausgaben 39/2006 (24. August 2006) bis 19/2011 (7. April 2011) des Manga-Magazins Shūkan Shōnen Champion des Verlags Akita Shoten. Die 223 Kapitel wurden auch in 25 Sammelbänden (Tankōbon) zusammengefasst.
Nach Beendigung dieses Mangas lief in Ausgabe 25/2011 die Fortsetzung Saint Seiya: The Lost Canvas – Meiō Shinwa Gaiden (聖闘士星矢 THE LOST CANVAS 冥王神話外伝) an, wobei gaiden Nebengeschichte bedeutet. Zum 12. Juni 2012 (Ausgabe 7/2012) wechselte die Serie ins Schwestermagazin Bessatsu Shōnen Champion. Bisher (Stand: November 2014) wurden die Kapitel in 10 Sammelbänden zusammengefasst.
Am 16. Oktober 2009 wurde zudem im Magazin Princess Gold ein Sonderkapitel namens Saint Seiya: The Lost Canvas – Meiō Shinwa: Yuzuriha Gaiden: Chizumi no Mon (聖闘士星矢 THE LOST CANVAS 冥王神話 ユズリハ外伝 血墨の紋) veröffentlicht.
Der Verlag Kurokawa veröffentlichte eine Übersetzung der Serie in Frankreich, Panini Comics brachte eine italienische und, wie auch Editorial Ivréa, eine spanische Ausgabe heraus und bei JBC erschien eine portugiesische Übersetzung. In Taiwan wurde die Serie von Ever Glory Publishing veröffentlicht.

## Anime
| Rolle                | japanischer Sprecher (Seiyū) |
| -------------------- | ---------------------------- |
| Sasha/Athena         | Aya Hirano                   |
| Alone/Hades          | Hiro Shimono                 |
| Pegasus Tenma        | Tetsuya Kakihara             |
| Pandora              | Nana Mizuki                  |
| Sisyphus/Sagittarius | Hirofumi Nojima              |
| Dohko/Libra          | Kenta Miyake                 |

Das Animationsstudio TMS Entertainment adaptierte den Manga als 26-teilige Anime-Serie unter der Regie von Osamu Nabeshima. Hauptautor war Yoshiyuki Suga, der zusammen mit Tsuyoshi Sakurai auch die Drehbücher schrieb. Das Charakterdesign entwarf Yuko Iwasa und die künstlerische Leitung lag bei Shunichiro Yoshihara. 
Die Serie wurde dabei nicht im Fernsehen ausgestrahlt, sondern erschien als Original Video Animation in zwei Staffeln zu je 6 DVDs und Blu-rays. Die erste Staffel erschien zwischen dem 24. Juni 2009 und 21. April 2010 und die zweite Staffel zwischen 23. Februar und 20. Juli 2011. Eine englisch untertitelte Fassung wurde von Crunchyroll per Streaming veröffentlicht. Synchronisierte Versionen wurden im französischen und italienischen Fernsehen sowie in Spanien und Lateinamerika gezeigt. 
Die Musik der Serie wurde komponiert von Kaoru Wada. Sie erschien zusammen mit den Vor- und Abspannliedern auf zwei CDs. Der Vorspann ist unterlegt mit The Realm of Athena von Eurox und für den Abspann verwendete man Hana no Kusari (花の鎖) von Maki Ikuno und Marina del Ray.